# Na nože
Na nože (v anglickém originále Knives Out) je americký mysteriózní film z roku 2019 režiséra Riana Johnsona, který k němu také napsal scénář. Film sleduje hlavního detektiva Benoita Blanca, který vyšetřuje smrt patriarchy bohaté rodiny. V hlavních rolích ve filmu účinkují Daniel Craig, Chris Evans, Ana de Armas, Jamie Lee Curtis, Michael Shannon, Don Johnson, Toni Collette, LaKeith Stanfield, Katherine Langford, Jaeden Martell a Christopher Plummer.
Film měl premiéru na Torontském mezinárodním filmovém festivalu dne 7. září 2019 a ve Spojených státech byl zveřejněn dne 27. listopadu 2019. Film získal pozitivní recenze, kdy kritici vyzdvihovali zejména scénář, režii a herecké výkon. Celosvětově vydělal přes 310 milionů dolarů při rozpočtu 40 milionů dolarů. Organizace National Board of Review a Americký filmový institut zařadily film do žebříčku deseti nejlepších filmů roku 2019. Získal také tři nominace na Zlatý glóbus a nominace za nejlepší původní scénář na Oscara a cenu BAFTA.
V březnu 2021 společnost Netflix zaplatila 469 milionů dolarů za práva na dvě pokračování napsaná a režírovaná Johnsonem, přičemž Craig si měl svou roli zopakovat. První pokračování Na nože: Glass Onion vyšlo v roce 2022.

## Obsazení
- Daniel Craig jako Benoit Blanc, soukromý detektiv
- Chris Evans jako Hugh Ransom Drysdale, syn Lindy a Richarda
- Ana de Armas jako Marta Cabrera, zdravotní sestra Harlana
- Jamie Lee Curtis jako Linda Drysdale, nejstarší dcera Harlana
- Michael Shannon jako Walt Thrombey, nejmladší syn Harlana
- Don Johnson jako Richard Drysdale, manžel Lindy
- Toni Collette jako Joni Thrombey, vdova po Harlanově zesnulém synovi Neilovi
- LaKeith Stanfield jako detektiv Lieutenant Elliott
- Katherine Langford jako Meg Thrombey, dcera Joni
- Jaeden Martell jako Jacob Thrombey, syn Walta
- Christopher Plummer jako Harlan Thrombey, 85letý spisovatel
- Riki Lindhome jako Donna Thrombey, manželka Walta
- Edi Patterson jako Fran, hospodyně
- Frank Oz jako Alan Stevens, advokát Harlana
- K Callan jako Wanetta „Great Nana“ Thrombey, matka Harlana
- Noah Segan jako Trooper Wagner, policejní důstojník
- M. Emmet Walsh jako pan Proofroc, hlídač
- Marlene Forte jako paní Cabrera, matka Marty
- Shyrley Rodriguez jako Alice Cabrera, sestra Marty
- Kerry Frances jako Sally, asistentka Allana
- Joseph Gordon-Levitt jako detektiv Hardrock (hlas)

## Produkce
Film byl oznámen v září 2018. V té době byla na Torontském mezinárodním filmovém festivalu nabízena distribuční práva na film. Natáčení filmu začalo 30. října 2018 v Bostonu a později probíhalo také ve Spojeném království.